# Selección masculina de rugby 7 de Colombia
La selección masculina de rugby 7 de Colombia es el equipo nacional de la modalidad de rugby 7 y está regulada por la Federación Colombiana de Rugby. No ha disputado aún torneos de la World Rugby como la Copa del Mundo y el Circuito Mundial, sin embargo, organizó y participó de la última edición de los Juegos Mundiales enfrentando a las principales selecciones de la modalidad.
Es la selección de rugby colombiana que más rivales ha enfrentado y más torneos internacionales ha disputado; en 2006 intervino por primera vez en el  Seven Masculino de Sudamérica Rugby y desde entonces ha estado presente en todas las ediciones; siendo su máximo logro la obtención del campeonato en la edición 2025.

## Reseña

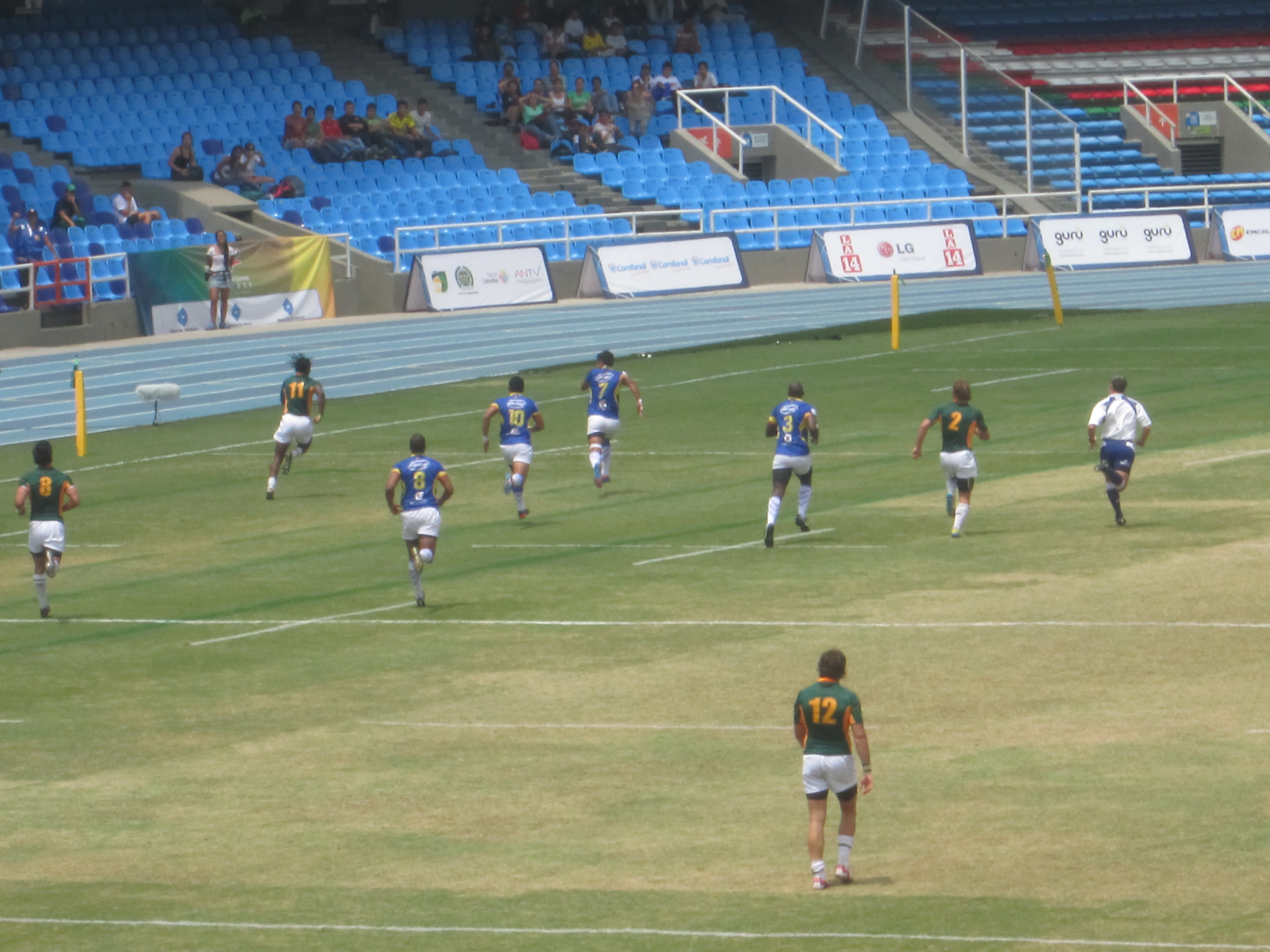
Colombia frente Sudáfrica en los Juegos Mundiales de 2013.

Los Tucanes 7 disputaron sus primeros partidos internacionales en la fase de clasificación americana al Mundial de 2001 diputado en Santiago de Chile, donde la inexperiencia paso factura y solo obtendrían una victoria ante Perú y derrotas con equipos más experimentados, en 2004 participaría en las fases de clasificación de Viña del Mar y Mar del Plata logrado apenas un empate con Venezuela
Desde 2006 inició su participación regular en los Seven Sudamericanos donde acabó en sexto lugar en la primera edición; en 2009 ganó por primera vez la Copa Bronce equivalente al quinto puesto derrotando a Paraguay logro que repetiría en 2010 y 2013, en el certamen sudamericano nunca ha obtenido victorias frente a Argentina, Brasil, Chile o Uruguay; pese a todo el historial es favorable con las demás selecciones sudamericanas. 
En 2013 participó en los últimos Juegos Mundiales donde no logró ninguna victoria, más tarde el mismo año obtuvo la medalla de plata en los Juegos Bolivarianos cayendo en la disputa con Chile equipo al que sorpresivamente derrotó en la primera ronda del mismo certamen (33-12), siendo esta la primera victoria de los Tucanes VII ante el equipo austral; en 2014 en disputa de los Juegos Centroamericanos y del Caribe obtiene la medalla de oro en la disciplina dejando en camino a Costa Rica, Trinidad y Tobago y México en la disputa del oro; para 2015 alcanza por primera vez la final de Plata del Seven Sudamericano cayendo ante Chile y logra la Copa de Plata en la fase de clasificación Panamericana Masculino. En 2016 organiza y gana el American Sevens correspondiente a la primera etapa del Circuito Sudamericano 2016-17 Con el título garantizó su participación en la segunda etapa que correspodió a los torneos de Punta del Este donde logra dos de sus más importantes victorias en el historial masculino derrotando a Canadá y Brasil en Viña del Mar lograría otra resonante victoria esta vez contra Estados Unidos en ambos certámenes los Tucanes disputaron la Final de Bronce ante Uruguay.

## Uniforme
Al igual que Tucanes XV la camiseta consta de color amarillo con franjas horizontales azules, en el lado izquierdo del pecho se ubica el escudo de la FCR. La camiseta de alternativa que se usa actualmente es azul con detalles rojos y amarillos, en ambos uniformes se utiliza regularmente short azul o negra con medias rojas, el actual patrocinador del equipo en todas las categorías es Gatorade.

## Entrenadores
- Andrés Gómez, 2000.
- Bill Paul, 2001.[6]
- Álvaro Pérez /  Belisario Reynal, 2004.
- Carlos Tejada, 2005 - 2008.
- Camilo García, 2009 - 2010.
- Mauricio Álvarez, 2011.
- Laurent Palau, 2012 - 2018
- José Manuel Diosa, 2019 presente.

## Participación en copas
| - Cali 2013: 8.º puesto - No ha participado - Challenger Series 2020: 13° puesto - No ha clasificado - No ha clasificado - Mayagüez 2010: No participó - Veracruz 2014: 1.º puesto - Barranquilla 2018: 1.º puesto - San Salvador 2023: 1.º puesto - Trujillo 2013 2.º puesto - Santa Marta 2017: 3.º puesto - Valledupar 2022: 2.º puesto - Ayacucho 2024: 2.º puesto | - Circuito Sudamericano 2016-17: 7.º puesto - Circuito Sudamericano 2018: 10.º puesto - Circuito Sudamericano 2019: 9.º puesto - Asunción 2006: 6.º puesto - Viña del Mar 2007: 7.º puesto - Punta del Este 2008: 5.º puesto - São José dos Campos 2009: 5.º puesto - Mar del Plata 2010: 5.º puesto - Bento Gonçalves 2011: 6.º puesto - Río de Janeiro 2012: 7.º puesto - Río de Janeiro 2013: 5.º puesto - Santa Fe 2015: 4.º puesto - Santiago 2019: 5.º puesto - San José 2021: no participó - San José 2022: no participó - Montevideo 2023: 4º puesto - Lima 2024: 3.º puesto - Lima 2025: Campeón invicto - Santiago 2014: 5.º puesto - Cochabamba 2018: 5.º puesto - Asunción 2022: 5.º puesto |

## Palmarés
- Seven Sudamericano (1): 2025.

- Circuito Sudamericano de Seven
  - American Sevens: Copa Oro 2016

- Juegos Bolivarianos
  - Medalla de plata (3): 2013, 2022, 2024
  - Medalla de bronce (1): 2017

- Juegos Centroamericanos y del Caribe
  - Medalla de oro (2): 2014, 2018, 2023

### Otros logros
- Copa Honor Seven de Punta del Este: 2018
- Copa de Bronce Seven Sudamericano Masculino: 2009, 2010
- Copa Plata Fase de clasificación Panamericano: 2015